# Ömer Beyaz
Ömer Faruk Beyaz (* 29. August 2003 in Bağcılar in der Provinz Istanbul) ist ein türkischer Fußballspieler. Er stand zuletzt beim VfB Stuttgart unter Vertrag. Er ist türkischer Nachwuchsnationalspieler.

## Karriere
Beyaz ist ein technisch versierter und 1,71 m großer Mittelfeldspieler und bekannt für seine Tempodribblings. Primär spielt er als Linksfüßer im offensiven Mittelfeld, zum Beispiel als Spielmacher. Sekundär kann Beyaz auch im zentralen Mittelfeld als Achter agieren.

### Verein
Beyaz kam in der Ortschaft Bağcılar, einer Gemeinde und gleichzeitig einem Stadtteil der marmarischen Großstadtkommune Istanbul, zur Welt. Hier begann er 2013 mit dem Vereinsfußball in der Nachwuchsabteilung von Fenerbahçe Istanbul. Im August 2018 erhielt der damalige 15-jährige Beyaz bei den Gelb-Dunkelblauen seinen ersten Profivertrag. Daraufhin wurde er anfänglich bei den U17- und U19-Junioren von Fenerbahçe eingesetzt.
In den Vorbereitungen zur Rückrunde der Saison 2019/20 durfte der Mittelfeldspieler im Alter von 16 Jahren bei der Profi-Mannschaft mittrainieren. Später im März 2020 stieg er fest zum etatmäßigen Profimannschaftsspieler auf und wurde erstmals für ein Ligaspiel (Süper Lig), gegen Denizlispor, in den Spielerkader als potentieller Einwechselspieler berufen. Beyaz gab im türkischen Pokalwettbewerb im Halbfinal-Rückspiel am 16. Juni 2020 gegen den Erstligisten und späteren Pokalsieger Trabzonspor als Einwechselspieler sein Pflichtspieldebüt in der Profimannschaft, später im Ligaspiel am 7. Juli 2020 gegen Gençlerbirliği Ankara gab er in der Schlussphase sein Süper-Lig-Profidebüt, Mit diesem Debüt wurde Beyaz mit 16 Jahren, zehn Monaten und acht Tagen zum zweitjüngsten Ligaprofidebütant der Fenerbahçe-Vereinsgeschichte, hinter Recep Niyaz. Am nächsten Liga-Spieltag am 12. Juli 2020 gab Beyaz gegen den Drittplatzierten Sivasspor sein Startelfdebüt und somit wurde er zum jüngsten Ligaprofi-Startelfdebütant der Fenerbahçe-Vereinsgeschichte. Am letzten Spieltag der Saison 2019/20 wurde der Mannschaftskollege/-kapitän Emre Belözoğlu ausgewechselt, der Kapitän überreichte bei seiner eigenen Auswechslung die Kapitänsbinde an Beyaz weiter und dieser wurde temporär für die verbleibenden 13 Spielminuten Mannschaftskapitän. Damit wurde er zum jüngsten Profimannschaftskapitän der Fenerbahçe-Historie.
Aufgrund seiner Leistungen bei den türkischen Juniorennationalmannschaften und seinem darauffolgenden jungen Profidebüt mit 16 Jahren gilt er als „Supertalent“, davor galt er als „Ausnahmetalent“. 2020 waren mehrere deutsche, englische und spanische Erstligisten wie zum Beispiel der FC Bayern München, der FC Schalke 04 uvm. an einer Verpflichtung von ihm interessiert, weil unter anderem der Profivertrag von Beyaz bei Fenerbahçe 2021 auslief.
Im Januar 2021 wurde bekannt, dass er seinen Vertrag nicht verlängern und nach Vertragsende wechseln wird. Zur Saison 2021/22 wechselte er zum VfB Stuttgart. Er unterschrieb dort einen Vertrag bis 2025.
Zur Saison 2022/23 wechselte er leihweise zum Zweitligisten 1. FC Magdeburg. In der Winterpause 2022/23 kehrte er zum VfB Stuttgart zurück.
Im Sommer 2023 wurde Beyaz an den türkischen Erstligisten Hatayspor verliehen. Im Sommer 2024 kehrte er zunächst nach Stuttgart zurück, bevor sein Vertrag dort aufgelöst wurde.

### Nationalmannschaft
Beyaz durchlief bisher die türkischen Nachwuchsnationalmannschaften von der U15 über die U17 bis hin zur U21. Im Oktober 2017 begann er seine Nationalmannschaftskarriere bei den U15-Junioren mit zwei Einsätzen und zwei Toren. Im Dezember 2017 führte er die türkischen U15-Junioren als Mannschaftskapitän zum Turniersieg bei einem internationalen U15-Turnier in Tiflis. Nach Turnierende wurde er zum wertvollsten Spieler des Turniers ernannt.
Im Januar 2019 führte der 15-jährige Beyaz die türkische U16-Juniorenmannschaft mit seinen Toren bei der 20. Ausgabe des Ägäis-Pokalturniers erneut zum Turniersieg. Beim 2:0-Finalsieg erzielte er beide Tore und wurde somit zum Spieler des Finalspiels ernannt. Im August 2019 gewann Beyaz mit den türkischen U17-Junioren die 16. Ausgabe des U17-Viktor-Bannikov-Turniers in der Ukraine. Im Finale wurde die Ukraine mit 6:5 nach Elfmeterschießen bezwungen, wobei Beyaz beim Elfmeterschießen ein Tor beisteuerte.
Nach seinem Vereinsprofidebüt im Sommer 2020 bei Fenerbahçe Istanbul wurde Beyaz im August 2020 erstmals für die türkische U21-Nationalmannschaft nominiert. Beim Qualifikationsspiel zur U21-Europameisterschaft 2021 im September 2020 gegen Andorra gab er mit 17 Jahren sein U21-Länderspieldebüt, als er in der Startelf stand.

## Erfolge
- Türkische Nationalmannschaft
  - U15-Junioren
    - Internationaler U15-Turniersieger: 2017 in Tiflis (Georgien)[27]

  - U16-Junioren
    - Ägäis-Pokalsieger: 2019[29]

  - U17-Junioren
    - Viktor-Bannikov-Turniersieger: 2019[31]